# Marlène Garin
Marlène Garin ist eine ehemalige Schweizer Basketballspielerin.

## Karriere
Garin nahm mit der Schweizer Basketballnationalmannschaft der Damen an der Europameisterschaft 1956 in Prag teil. In den Spielen gegen die Sowjetunion (25:153), die Niederlande (18:71), Österreich (29:69), Dänemark (58:56 OT), Finnland (54:70), Rumänien (34:91), Schottland (63:50) und erneut Dänemark (33:47) erzielte die Schweizerin 51 Punkte. In beiden Spielen gegen Dänemark (jeweils 13) sowie gegen Rumänien (8 Punkte) überzeugte Garin als erfolgreichste Werferin des Teams.
Im Sommer 1956 war Garin nicht verheiratet und spielte auf Vereinsebene in Genf.